# Joachim Chomiński
Joachim Chomiński (ur. we wrześniu 1796 w Karowie, zm. 9 maja 1867 we Lwowie) – urzędnik austriacki, komisarz obwodu tarnowskiego, poseł do Sejmu Krajowego Galicji I kadencji (1861–1863), c.k. radca rządowy, dyrektor policji we Lwowie w latach 1853–1863. 
Urodził się w rodzinie księdza greckokatolickiego w Karowie. Ukończył studia teologiczne i prawnicze na Uniwersytecie Lwowskim. Był członkiem Głównej Rady Ruskiej i Matycy Hałycko-Ruskiej. W 1846 komisarz powiatu tarnowskiego, w 1848 sekretarz Gubernium we Lwowie. W latach 1861–1867 był seniorem Instytutu Stauropigialnego.
Wybrany do Sejmu Krajowego w IV kurii obwodu Zółkiew, z okręgu wyborczego nr 46 Bełz-Uhnów-Sokal. Wybór ten zakwestionowano, ponieważ jako dyrektor policji Chomiński prowadził, jak twierdzono, „antypolską działalność”, łamiąc prawo. Uczestniczył w sesji 1863 roku, później opróżnił mandat, a na jego miejsce wybrano Mykołę Demkowa.